# Asociación Humanista de Gais y Lesbianas
La Asociación Humanista de Gais y Lesbianas (en Inglés: "Gay and Lesbian Humanist Association", GALHA) es la única organización nacional autónoma a nivel mundial pensada para los homosexuales humanistas, con sede en Reino Unido. Fue fundada en 1979, en respuesta al caso Whitehouse vs Lemon. 
La asociación cuenta con gran cantidad de miembros de varias partes del mundo. GALHA está afiliada a la Asociación Internacional Humanista y Ética y a la Asociación Internacional de Lesbianas y Gais. GALHA también está afiliada a Amnistía Internacional.
Desde 2012 es la sección oficial LGBT de la Asociación Humanista Británica.